# فطومة (فلم 2004)
فطومة فيلم مغربي من إنتاج دوزيم سنة 2004، من إخراج حميد باسكيط، وبطولة سعيدة بعدي ومحمد مجد وطارق البخاري وسعاد صابر.

## القصة
يحكي الفيلم قصة فطومة المتهمة بقتل زوجها الفلاح الغني، لتحكي لنا بطريقة الفلاش باك من داخل أسوار السجن علاقتها بالزوج المقتول وكيفية وأسباب قتلها له بمساعدة ابنها الوحيد من زوجها الأول.